# 도진희
도진희(都晋熙, 1917년 6월 28일 ~ 1995년 5월 31일)는 대한민국의 군인·기업가·정치인이다.

## 이력
본관은 성주(星州)이며 호(號)는 두남(斗南)·산남(山南)이다.
한국 전쟁에도 참전한 그는 제3대 국회의원 선거에서 자유당 소속으로 당선되었다.
이후 자유당을 탈당하였으며, 1956년 김창룡 장군 암살 사건의 민간인 연루자 가운데 한 사람이기도 하다.

## 학력
- 경상북도 성주보통학교 졸업 (이후 독학)

## 경력
- 국방부 서기관
- 동신여객자동차회사 부사장
- 자유당 경상북도당 정무부 차장

## 역대 선거 결과
|  | 28.43% |

|  | 18.77% |

|  | 23.50% |